# Лапицький Ростислав Олександрович
Ростислав Олександрович Лапицький (біл. Расьціслаў Аляксандавіч Лапіцкі, рос. Ростисла́в Алекса́ндрович Лапи́цкий; *1 вересня 1928 р. — †28 жовтня 1950 р.) — організатор і керівник підпільного антикомуністичного учнівського руху на Мядельщині та Сморгонщині в 1948—1950 роках.

## Життєпис
Народився на Вілейщині (с. Косута, гміна Куранець, Вілейський повіт, Віленське воєводство, Польська Республіка) в багатодітній родині православного священика Олександра Лапицького. Після нападу на Польщу, під час Другої світової війни з родиною переїхав до Мядельського району, де батько отримав церковний прихід в селі Кобильнік. Там же в 1944 році поступив на навчання в щойно відкриту в Кобильніку школу-семирічку. В цей же час через старшого брата Олега Лапицького — семінариста Віленської духовної семінарії — він приєднався до підпільної «Віленської патріотичної організації», яка утворилася серед учнів Віленської білоруської гімназії і Віленської духовної семінарії. Після розкриття організації та арешту здебільшого її учасників, 16-річний Ростислав був засуджений на три роки ув'язнення як малолітній. У 1945 році у зв'язку з перемогою над нацистською Німеччиною був звільнений з в'язниці і повернувся в Кобильнік, де продовжив навчання в школі.
Взимку в 1946 році після смерті батька, разом з матір'ю приїхав в село Некасецьк неподалік від Мядель, де намагався знайти при місцевій церкві хоч якийсь заробіток.

## Антирадянська діяльність
У Кобильніку Ростислав Лапицький був відомий своїми яскраво вираженими націоналістичними білоруськими та антикомуністичними поглядами. Колишня учениця школи згадувала такі слова Лапицького: «Якщо ти знаєш, що в цьому будинку переночує москаль — спали будинок, коли хліб з цієї ниви піде москалю — знищ її».
Злидні і голод не залишали Лапицького і в Некасецьку. Восени 1949 року в пошуках якогось порятунку, він з матір'ю подався за 80 км в Сморгонь. Де він пішов у десятий клас школи.
Під час навчання в обох школах Ростислав збирав молодь, яку об'єднували антикомуністичні настрої, в антибільшовицьку підпільну організацію. Організація поширювала антибільшовицькі й антисталінські листівки. На початку грудня 1949 року Ростислав Лапицький був заарештований. Однак після тижня безплідних допитів був тимчасово звільнений.

## Арешт і вирок
Нарада підпільної організації вирішила, що Лапицькому необхідно залишити Сморгонь і повернутися на Мядельщину. Якийсь час Ростислав жив в Некасецьку і Юшкевичах. Потім, вже сильно застуджений, перебрався до знайомих в Кобильнік. Де його знайшов Чеслав Цибовський і запропонував за допомогою партизанів Армії Крайової переправити його за кордон. Однак хворий Ростислав не використав цю можливість втекти. У Кобильніку він був повторно заарештований. До суду утримувався в знаменитій в'язниці в Вяленці.
З червня до липня 1950 року в Молодечно відбувся суд над Ростиславом Лапицьким і більшістю учасників мядельсько-сморгонського підпілля. Було засуджено всього дев'ятнадцять осіб. Ростислав Лапицький та Факунда Нестерович, були засуджені до розстрілу. Ростислав відмовився від пропозиції попросити помилування. Зенон, Августин та Ганна Ахрамовичі, Осип Близнюк, Анатолій Корней, Йосип Кочерга, Едуард Сташкевич, Тадеуш Хатиловський, Леокадія і Чеслав Цибовські, Тамара Юшкевич були засуджені до двадцяти п'яти років ув'язнення. Тетяна Юшкевич, Костянтин Івановський, Збігнєв Пашкевич, Марія Барташевич були засуджені до десяти років, Чеслава Ашуковська — до восьми. Один, Геннадій Нафранович, під час затримання застрелився.
Розстріляний в ніч на 28 жовтня того ж року в урочищі Червоний Бережок біля Вілейки. Про розстріл Ростислава Лапицького доглядач Молодечненської в'язниці повідомив засуджену у справі мядельсько-сморгонського підпілля Леокадію Цибовську.

## Увічнення пам'яті
1 вересня 2009 року в урочищі Червоний Бережок громадськими активістами встановлені хрести на передбачуваному місці розстрілу Лапицького. У справі встановлення пам'ятника до адміністративної відповідальності притягувалися жителі Вілейки Олексій Сюдак, Володимир Малярчук і Олександр Наркевич. Громадським активістам інкримінувалося порушення порядку організації і проведення масового заходу (стаття 12.34 Кодексу про адміністративні правопорушення). Активістів були засуджено 2 жовтня 2009. Штрафом у 30 базових величин (1 мільйон 50 тисяч рублів) покарані Олексій Сюдак і Володимир Малярчук. Олександр Наркевич повинен був виплатити державі 20 базових величин (700 тисяч рублів). Хрести неодноразово знищувалися невідомими особами, але були встановлені знову.